# Le Seigneur de Bombay (série télévisée)
Le Seigneur de Bombay (Sacred Games) est une série télévisée indienne en seize épisodes d'environ 50 minutes diffusée entre le 6 juillet 2018 et le 15 août 2019 sur Netflix. Elle est adaptée du roman policier éponyme de Vikram Chandra, paru en 2006.
La série a été produite en partenariat avec Phantom Films. Le roman a été adapté par Smita Singh, Vasant Nath et Varun Grover, et les huit épisodes, d'une durée d'une heure chacun, ont été dirigés par Anurag Kashyap et Vikramaditya Motwane.

## Synopsis
Sartaj Singh (Saif Ali Khan), un policier vertueux tente de contrecarrer une attaque terroriste à Mumbai après avoir été averti par un criminel notoire.

## Distribution

### Acteurs principaux
- Saif Ali Khan : inspecteur Sartaj Singh[1],[2]
- Nawazuddin Siddiqui : Ganesh Eknath Gaitonde
- Radhika Apte : Anjali Mathur

### Acteurs récurrents
- Neeraj Kabi (en) : super-intendant Parulkar
- Jatin Sarna (hi) : Deepak « Bunty » Shinde
- Kubra Sait (hi) : Kuckoo
- Jitendra Joshi (en) : agent Katekar
- Rajshri Deshpande (hi) : Subhadra
- Luke Kenny (en) : Malcolm Mourad
- Elnaaz Norouzi (de) : Zoya Mirza/Jamila
- Pankaj Tripathi (hi) : Khanna Guru Ji
- Aamir Bashir (en) : Inspector Majid Ali Khan
- Geetanjali Thapa (hi) : Nayanika Sehgal
- Shalini Vatsa : Kanta Bai
- Surveen Chawla (hi) : Jojo Mascarenas
- Girish Kulkarni (en) : Bipin Bhosale
- Anupriya Goenka (hi) : Megha Singh
- Danish Pandor : Bada Badariya
- Anil Charanjeet (en) : Chota Badariya
- Vikram Kochar : Mathu
- Sameer Kochhar (hi) : Markand
- Chittaranjan Tripathy (or) : Trivedi
- Rajendra Shisatkar (hi) : sous-inspecteur adjoint Dhobale
- Sukhmani Sadana (en) : Mikki
- Muni Jha : Paritosh Shah
- Karan Wahi (en) : Karan Malhotra
- Nawab Shah (en) : Salim Kaka
- Jaipreet Singh : agent Dilbagh Singh
- Raj Kashyap : Junaid Sheikh
- Affan Khan (en) : jeune Sartaj Singh
- Sunny Pawar : jeune Ganesh Gaitonde
- Saurabh Sachdeva (en) : Suleiman Isa